# Willem Jozef Berger
Willem Jozef Berger (Venlo, 7 februari 1883 - 's-Gravenhage, 22 december 1953) was een Nederlands jurist en procureur-generaal bij de Hoge Raad der Nederlanden.

## Familie
Berger was lid van de patriciaatsfamilie Berger en een zoon van lokaal en provinciaal politicus Chrétien Louis Joseph Berger (1851-1905) en Maria Anna Huberta Kallen (1857-1940). Hij was een broer van burgemeester Bernard Berger (1887-1967). Hij trouwde in 1913 met Maria Joanna Josephina de Nerée tot Babberich (1890-1983), lid van de familie De Nerée. Zij kregen zeven kinderen onder wie Engelandvaarder Bernard Marie Berger (1919-1944) en mr. Willem Jozef Marie Berger (1921-1988), ook procureur-generaal van de Hoge Raad der Nederlanden.

## Loopbaan
Berger studeerde te Leuven en te Amsterdam en promoveerde te Amsterdam op stellingen op 17 december 1907. Vanaf 1910 was hij ambtenaar tot hij in 1916 werd benoemd tot rechter in Breda, vanaf 1919 in Den Haag. Per 10 januari 1927 werd hij benoemd tot advocaat-generaal bij de Hoge Raad, vanaf 18 maart 1938 was hij daar procureur-generaal tot hij in juni 1943 door Arthur Seyss-Inquart werd ontslagen. Na de Tweede Wereldoorlog werd hij in dezelfde functie herbenoemd; hij bleef dat tot hij per 1 maart 1953 werd ontslagen wegens het bereiken van de 70-jarige leeftijd.

### Onderscheidingen
- Commandeur in de Orde van de Nederlandse Leeuw
- Commandeur in de Orde van Oranje-Nassau